# بريدجمانيت

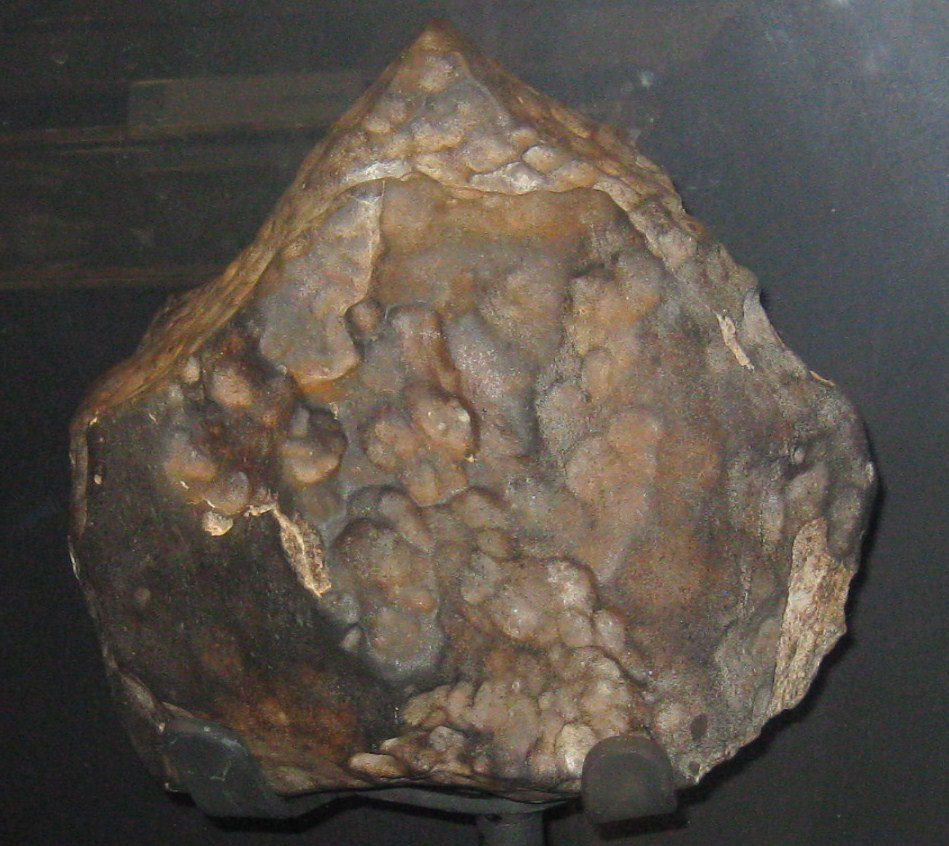
جزء من نيزك تنهام ، محفوظ في متحف التاريخ الطبيعي بلندن.

بريدجمانيت في علم المعادن (بالإنجليزية: Bridgmanit)‏ هو معدن من مجموعة «سليكات-بيروفسكيت» له التركيب الكيميائي مغنسيومSiO3 ويتبلور في نظام بلوري معيني قائم. هذا المعدن يكون القدر الأعظم من الكتلة الحجرية للأرض، يوجد منه القليل على سطح الأرض ومعظمه يشغل أعماق الكرة الأرضية. نظرا لتركيبه البلوري المسمى بيروفسكيت فهو يعتبر أكسيدا وينتمي إل تصنيف «الأكاسيد والهيدروكسيدات».
لم يمكن الحصول على صخر البريجمانيت كاحجار كبيرة ولكن عثر عليه في هيئة بلورات صغيرة ميكرونية متخللة نيزك سقط في أستراليا.

## تسميته وتاريخه
سمي صخر البريدجمانيت باسم عالم الفيزياء بيرسي ويليامز بريجمان الذي تصدر الأبحاث في مجال فيزياء الضغط العالي وحاز في عام 1946 على جائزة نوبل للفيزياء.
أجريت أبحاث تعيين البنية البلورية لهذا المركب في عام 1974 عن طريق اختبار عينات اًصطناعية له بواسطة الكبس بضغوط عالية. وقد فشلت جميع المحاولات لتعيين البنية البلورية لصخر بريدجمانيت الطبيعي بسبب ان هذا الصخر لا يوجد إلا تحت أعماق نحو 660 كيلومتر تحت الأرض؛ فهو الجزء الاغلب من الغلاف الأرضي.
ولكن سقوط أحد النيازك المسمى «نيزك تنهام» الذي سقط 1879 في منطقة تنهام ستيشن في منطقة شارترز تاورز كوينزلاند في أستراليا أتاحت الفرصة لإجراء الفحوص على هذا الصخر. قام بالاختبارات مجموعة الباحثين العاملين تحت إشراف الأستاذ الدكتور أوليفر تشاونر من جامعة نيفادا ة في نفس الوقت أجريت الأبحاث من الفيزيائي «تشي ما» في معهد كاليفورنيا التقني. وبتلك الاختبارات أمكن التعرف على تركيب هذا المعدن واعتماده من قبل «هيئة المعادن الجديدة وتسميتها وتصنيفها» Commission on new Minerals, Nomenclature and Classification (CNMNC) التابعة للاتحاد الدولي لعلماء التعدين (IMA).
بعض أجزاء من نيزك تينهام بقيت معروضة في المتحف الوطني للتاريخ الطبيعي التابع لمؤسسة سميسونيان (تحت سجل رقم USNM 7703).

## اقرأ أيضا
- جرانيت
- صخر ناري
- بيرسي ويليامز بريجمان
- نظام بلوري معيني قائم

1. 1 2  بيتر وليامز (أغسطس 2014). "CNMNC Newsletter 21 (June and July 2014)". Mineralogical Magazine ع. 4: 797–804.
2. ↑  مذكور في: mineralienatlas.de. لغة العمل أو لغة الاسم: الإنجليزية.